# 三發河大橋
三發河大橋（印尼語：Jembatan Sungai Sambas Besar）是位於印度尼西亞西加里曼丹省三發縣的一座橋樑，跨越三發河，連接直木港鎮與打加冷鎮，為三發縣的新地標。該橋樑建設於2022年2月1日開動，預計於2024年10月至11月期間完工。2025年3月3日，三發河大橋由三發縣縣長沙多諾正式通車。